# Glenmore Park, New South Wales
Glenmore Park este o suburbie în Sydney, Australia.